# Éclipse solaire du 21 juin 2020
Une éclipse solaire annulaire a eu lieu le 21 juin 2020, c'est la 15e éclipse annulaire du XXIe siècle.

## Parcours

Trajectoire de l'éclipse sur la Terre.

Commençant en Afrique centrale, cette éclipse traverse le Sud de la péninsule Arabo-persique, puis le Pakistan, traverse ensuite l'Himalaya pour continuer en Chine, puis à passer à Taïwan, pour finir dans l'océan Pacifique.
Le lieu où l'éclipse a son maximum est situé non loin de Joshimath et de Auli (en), au district de Chamoli, dans l'état himalayen d'Uttarakhand, en Inde.